# FK Napredok Kičevo
Der FK Napredok Kičevo ist ein nordmazedonischer Fußballverein mit Sitz in Kičevo.
Der Klub wurde 1928 gegründet und nahm bis zur Saison 2013/14 an insgesamt 12 Spielzeiten der ersten mazedonischen Liga, der Prva Makedonska Liga, teil. Nach zwei Abstiegen spielt der FK Napredok seit 2015 nur noch drittklassig.
Der Klub spielt im Stadtstadion Kičevo (5.000 Plätze). Die Vereinsfarben sind blau-weiß.

## Erfolge
- Aufstieg in die Prva Makedonska Liga: 2005/06